# Michael Phelps
Michael Phelps (Baltimore, Maryland, 30. lipnja 1985.) je američki plivač, višestruki svjetski rekorder, svjetski prvak i olimpijski pobjednik.
Phelps se kao 15-godišnjak prvi puta predstavio svijetu na Olimpijskim igrama u Sydneyu, 2000. godine kao najmlađi američki plivač u posljednjih 68 godina. Iako tada nije osvojio medalju, to mu je prvo veliko natjecanje poslužilo kao veliko iskustvo, jer je svega 5 mjeseci nakon sydneyskih Igara Phelps postavio svoj prvi svjetski rekord – na 200 m delfinovim načinom. Imao je tada 15 godina i 9 mjeseci i postao je tako najmlađi plivač (muški), svjetski rekorder. Poslije je sve krenulo kao po traci.
Godine 2001., na Svjetskom prvenstvu u plivanju, u japanskoj Fukuoki obara svoj vlastiti svjetski rekord na 200 m delfin (1:54.58). 2002., na plivačkom mitingu u Fort Lauderdaleu, na Floridi Phelps obara svjetski rekord na 400 m mješovito, te postavlja najbolja američka vremena na 100 m delfin i 200 m mješovito. 
Godine 2003. obara ponovo vlastiti svjetski rekord na 400 m mješovito (4:09.09), a u lipnju iste godine ruši svjetski rekord na 200 m mješovito (1:56.04), a na Svjetskom prvenstvu u plivanju, u Barceloni osvaja četiri zlatne i dvije srebrne medalje. 
Dana 7. srpnja 2004., u sklopu američkih plivačkih trialsa, Phelps opet obara vlastiti svjetski rekord na 400 m mješovito (4:08.41).
Godine 2005. na Svjetskom prvenstvu u plivanju, u Montrealu, još je bolji nego u Barceloni, dvije godine ranije, jer osvaja pet zlatnih i jednu srebrnu medalju. Jedini poraz nanio mu je njegov sunarodnjak Ian Crocker, na 100 m delfin.
Dvije godine potom, na Svjetskom prvenstvu u Melbourneu, Phelps potpuno i neprikosnoveno dominira i osvaja zlata u svim disciplinama u kojima je nastupio, sveukupno sedam zlatnih medalja! 
Dobitnik je, za Amerikance prestižne, Sullivanove nagrade (Sullivan Award), za 2003. godinu.

## Olimpijske igre u Ateni 2004. godine
Zbog Phelpsove dominacije u predolimpijskom razdoblju počelo ga se uspoređivati s njegovim slavnim sunarodnjakom Markom Spitzom koji se na Olimpijskim igrama u Münchenu 1972. okitio sa 7 zlatnih medalja, postavivši pritom i 7 svjetskih rekorda. Phelps je imao priliku dostići pa i prestići Spitzov podvig, jer je za Igre u Ateni izborio nastup u sljedećim disciplinama: 200 m slobodno, 100 m delfin, 200 m delfin, 100 m leđno, 200 m leđno, 200 m mješovito, 400 m mješovito, te u dvije štafete, a moguće i tri, ovisno o plasmanu na 100 m delfin.
14. kolovoza 2004. Phelps osvaja svoje prvo olimpijsko zlato, na 400 m mješovito, uz novi svjetski rekord (4:08.26). 17. kolovoza osvaja dvije zlatne olimpijske medalje: na 200 m delfin, s novim olimpijskim rekordom, te u sastavu američke štafete 4 x 200 m slobodno. 19. kolovoza ponovo zlato, na 200 m mješovito, a 20. kolovoza, u finalu utrke na 100 m delfin pobjeđuje svog sunarodnjaka, inače favorita, i svjetskog rekordera, Iana Crockera za cigle 4 stotinke sekunde i time stječe pravo nastupa i u trećoj štafeti, 4 × 100 m mješovito. Phelps je međutim bio već umoran od silnih utrka, te je, odradivši polufinale, zadnjeg dana plivačkih natjecanja na Igrama u Ateni, 21. kolovoza, prepustio mjesto u štafeti 4 × 100 m mješovito drugoplasiranom Crockeru, koji je tako pobjedom (i svjetskim rekordom) američke štafete u finalu, također zaradio olimpijsko zlato, a isto je pripalo i Phelpsu, kao plivaču te štafete u polufinalu.
Međutim, prije toga, američka štefeta 4 × 100 slobodno zauzela je “tek” treće mjesto, a i sam Michael Phelps se morao zadovoljiti broncom na 200 m slobodno. Tako je on od nadmašivanja Spitzova podviga morao ovaj puta odustati. Ali, svejedno, njegov je uspjeh na atenskim Igrama ogroman: osvojio je 8 medalja – 6 zlatnih i 2 brončane, izjednačivši, brojem medalja, a sjajem nadmašivši, podvig sovjetskog gimnastičara Aleksandra Dityatina s Olimpijskih Igara u Moskvi, 1980. (Dityatin – 3 zlatne, 4 srebrne i 1 brončana medalja).
| Datum        | Disciplina              | Rezultat         | Vrijeme      |
| ------------ | ----------------------- | ---------------- | ------------ |
| 14. kolovoza | 400 metara mješovito    | Zlatna medalja   | 4:08.26 (SR) |
| 15. kolovoza | 4 x 100 metara slobodno | Brončana medalja | 3:14.62      |
| 16. kolovoza | 200 m slobodno          | Brončana medalja | 1:45.32      |
| 17. kolovoza | 200 m delfin            | Zlatna medalja   | 1:54.04 (OR) |
| 17. kolovoza | 4 x 200 m slobodno      | Zlatna medalja   | 7:07.33      |
| 19. kolovoza | 200 m mješovito         | Zlatna medalja   | 1:57.14 (OR) |
| 20. kolovoza | 100 m delfin            | Zlatna medalja   | 51:25 (OR)   |
| 21. kolovoza | 4 x 100 m mješovito     | Zlatna medalja   | 3:30.68 (SR) |

## Olimpijske igre u Pekingu 2008. godine
Kvalificiravši se na američkim plivačkim trialsima, u devet disciplina (100 i 200 m delfin, 200 i 400 m mješovito, 200 m slobodno, te u sve četiri štafete), Phelps je stigao u Peking opet s naumom da obori podvig nad podvizima legendarnog Spitza, da osvoji 9 zlatnih olimpijskih medalja. 
10. kolovoza, pobjedom, i svjetskim rekordom (4:03.84) na 400 m mješovito, on počinje u ostvarivanju tog svog nauma.
Idući dan, 11. kolovoza, on, u sastavu američke štafete 4 x 100 m slobodno, osvaja svoje drugo olimpijsko zlato u Pekingu, deveto sveukupno, i to ponovo sa svjetskim rekordom (3:08.24), i kao prva izmjena štafete postavlja svoj osobni rekord na 100 m slobodno (47.51), a tim rezultatom ostaje, i zaključno sa završetkom plivačkih natjecanja na Olimpijskim igrama u Pekingu, treći plivač u povijesti te discipline. Cilj je dotaknuo kao drugi, iza Australca Eamona Sullivana, koji pak u toj prvoj izmjeni postavlja novi svjetski rekord na 100 m slobodno (47.24). Ali Phelps ovo zlato može zahvaliti posljednjem članu svoje štafete, Jasonu Lezaku, koji je sustigao i prestigao posljednjeg člana francuske štafete, dotadašnjeg svjetskog rekordera na 100 m slobodno (47.50), Alaina Bernarda. Da bi to uspio, Lezak je morao otplivati najbržih 100 m u povijesti plivanja (46.06), što se ne računa kao svjetski rekord, jer je postignuto tzv. letećim startom. 
12. kolovoza osvaja svoje treće zlato na ovim Igrama, i suvereno, s velikom prednošću, pobjeđuje na 4×100 m prsno popravivši svoj svjetski rekord za 90 stotinki (1:42.96). Osvajanjem ove zlatne medalje, devete sveukupno, Michael Phelps se na listi najuspješnijih olimpijaca u povijesti, po broju osvojenih zlata izjednačio s najvećim velikanima športa i olimpizma: Larisom Latinjinom, Paavom Nurmijem, Markom Spitzom i Carlom Lewisom i onda potom isti dan osvaja četvrtu zlatnu medalju na 200 m slobodno s vremenom 3:34.67 čime nije oborio svoj rekord
13. kolovoza osvaja najprije zlatnu medalju na 200 m delfin, ponovo sa svjetskim rekordom (1:52.03), i to mu je četvrta na ovim Igrama, sveukupno jedanaesta zlatna olimpijska medalja u karijeri, čime izbija sam na prvo mjesto najuspješnijih olimpijaca u povijesti Olimpijskih igara modernog doba. Istoga dana, nešto kasnije, kao prvi plivač američke štafete 4 x 200 m slobodno, osvaja još jednu zlatnu medalju, i opet sa svjetskim rekordom (6:58.56), kao prva štafeta u povijesti plivanja ispod 7 minuta.
15. kolovoza rutinski osvaja sedmu zlatnu pekinšku medalju u disciplini 200 m mješovito, u kojoj je godinama neprikosnoven, uz novi svjetski rekord (1:54.23), a idući dan, 16. kolovoza, u bazenu je prava drama. Phelps kreće na svoje sedmo olimpijsko zlato u Pekingu, na 100 m delfinovim stilom. Izvrsni srpski plivač Milorad Čavić postigao je u polufinalu vrijeme od 50.92 sec, 5 stotinki bolje od Phelpsa. U finalu se vodi ogorčena borba. Čavić vodi do zadnjeg metra i samo ga neizvršeni pokret rukom udaljuje od zlata. Čavić se, naime, rubu bazena približava kroz vodu, a Phelps ide u posljednji zamah, kroz zrak, i dotiče rub bazena 1 stotinku sekunde prije Čavića, za 50.58 sec (Čavić 50.59). To je najteži, najneizvjesniji, a ujedno i jedini finalni nastup Michaela Phelpsa u kojem nije postavio svjetski (ostaje 50.40 Iana Crockera), nego "samo" olimpijski rekord.
Ovom (teškom) pobjedom i osvojenom sedmom zlatnom olimpijskom medaljom na jednim Igrama izjednačuje legendarni podvig Marka Spitza, s Igara u Münchenu, 1972. godine.
Posljednjeg dana plivačkih natjecanja na Igrama u Pekingu, 17. kolovoza, Michael Phelps osvaja posljednju, devetu, zlatnu olimpijsku medalju u završnoj disciplini svakog plivačkog natjecanja – na 4 x 100 m mješovito. Ova je zlatna medalja njemu bila, takorekuć, osigurana jer američki plivači u ovoj disciplini gotovo nikada ne gube prvo mjesto, osim možda zbog diskvalifikacije. Zato je uoči utrke i neposredno pred start Phelps svojim kolegama, (Aaron Peirsol, Brendan Hansen i Jason Lezak), neprestano ponavljao da paze na svako startanje. On sam je nastupio kao treća izmjena u toj štafeti, plivajući 100 m delfin, i donio odlučujuću prednost posljednjem plivaču, Jasonu Lezaku, koji ni ovaj put nije dozvolio da ga pretekne novi svjetski rekorder na 100 m slobodno, Australac Sullivan. Američka štafeta završava plivačka natjecanja s novim svjetskim rekordom: 3:29.34.
Tako je Michael Phelps detronizirao svog legendarnog prethodnika Marka Spitza. 
1972. godine – Mark Spitz, na Olimpijskim igrama u Münchenu: sedam zlatnih medalja, sedam svjetskih rekorda.
2008. godine – Michael Phelps, na Olimpijskim igrama u Pekingu: osam zlatnih medalja, sedam svjetskih rekorda i dva olimpijska rekorda
| Datum        | Disciplina              | Rezultat       | Vrijeme      |
| ------------ | ----------------------- | -------------- | ------------ |
| 10. kolovoza | 400 metara mješovito    | Zlatna medalja | 4:03.84 (SR) |
| 11. kolovoza | 4 x 100 metara slobodno | Zlatna medalja | 3:08.24 (SR) |
| 12. kolovoza | 200 m slobodno          | Zlatna medalja | 1:42.96 (SR) |
| 13. kolovoza | 200 m delfin            | Zlatna medalja | 1:52.03 (SR) |
| 13. kolovoza | 4 x 200 m slobodno      | Zlatna medalja | 6:58.56 (SR) |
| 15. kolovoza | 200 m mješovito         | Zlatna medalja | 1:54.23 (SR) |
| 16. kolovoza | 100 m delfin            | Zlatna medalja | 50.58 (OR)   |
| 17. kolovoza | 4 x 100 m mješovito     | Zlatna medalja | 3:29.34 (SR) |

(SR): Svjetski rekord
(OR): Olimpijski rekord

## Olimpijske igre u Londonu 2012.
Ovjenčan neprolaznom slavom koju je stekao fantastičnim dostignućem četiri godine ranije, na Igrama u Pekingu, Phelps se je malo opustio, ali to je, realno i bilo za očekivati jer ni stroj, a kamoli čovjek, ne može ostati u savršeno visokoj formi cijeli svoj športski vijek, pogotovo nakon takvog zenita kakav je Phelps dostigao na Igrama u Pekingu, ali i velikih uspjeha na Svjetskim prvenstvima u plivanju u Rimu 2009. i Šangaju 2011.
Na američkim plivačkim Trialsima, održanim od 25. lipnja do 2. srpnja 2012. u Omahi, Nebraska, Phelps se je kvalificirao u identično svih osam disciplina kao i za Igre u Pekingu, ali nipošto onako uvjerljivo kao četiri godine ranije, pa je u dogovoru s trenerom, Bobom Bowmanom, odlučio ne nastupiti u Londonu na 200 m slobodno. 
Svoj prvi nastup na Igrama u Londonu, 28. srpnja, Phelps započinje, za njega, neslavno. Na 400 m mješovito u finalu zauzima (za njega) "tek" 4. mjesto, a pobjeđuje njegov veliki rival, sunarodnjak Ryan Lochte, a ispred Phelpsa su još Brazilac Thiago Pereira i Japanac Kosuke Hagino.
Ni drugi njegov nastup sljedećeg dana, štafetna utrka 4 x 100 m slobodno ne donosi ni njemu, ni Amerikancima očekivanu zlatnu medalju, na što su američki plivači na Olimpijskim igrama takorekuć "pretplaćeni". Naime, američka štafeta u kojoj je Phelps plivao drugu izmjenu i postigao drugo najbrže vrijeme od svih plivača u toj utrci uvjerljivo vodi sve do zadnje izmjene kada Ryan Lochte gubi veliku prednost od izvrsnog Francuza Yannick Angela, koji tu posljednju izmjenu pliva brže od Lochtea točno za (ogromnu) 1 sekundu. Tako Michael Phelps srebrnom medaljom započinje svoje četvrte Olimpijske igre.
Ni njegov treći finalni nastup, 31. srpnja, u disciplini u kojoj suvereno vlada više od desetljeća, 200 m leptir, i u kojoj je svjetski i olimpijski rekorder, ne donosi mu zlato. Iako vodi tijekom utrke zbog zakašnjelog zamaha ruke cilj dotiče 5 stotinki sekunde sporije od Južnoafrikanca Chad le Closa. 
Međutim istoga dana osvaja svoju prvu zlatnu medalju na Olimpijskim igrama u Londonu, u štafeti 4 x 200 m slobodno. Amerikanci se osvećuju Francuzima za poraz na 4 x 100 m slobodno, pobjeđuju ih za nešto više od 3 sekunde. Phelps pliva posljednju, četvrtu izmjenu i ima (doduše s "letećim startom" najbolje vrijeme u svojoj momčadi), ali treba reći da zlatnu medalju treba zahvaliti prednosti koju su mu donijeli njegovi plivači prije njega jer izvrsni Francuz Yannick Angel opet pliva brže od posljednjeg američkog plivača (Phelpsa) i to za 81 stotinku sekunde. Francuska je, inače, bila veliko i ugodno iznenađenje plivačkih natjecanja na Londonskim Igrama.
Ovom štafetnom pobjedom te svojom, sveukupno, 15. zlatnom Olimpijskom medaljom, Michael Phelps ponovo ulazi u povijest Olimpizma. Osvaja svoju sveukupno 19. olimpijsku medalju i postaje olimpijac s apsolutno najviše olimpijskih medalja uopće (ne samo zlatnih). S prvog mjesta  "vječite liste" smjenjuje slavnu sovjetsku gimnastičarku Larisu Latinjinu, koja ima sveukupno 18 olimpijskih medalja (od toga 9 zlatnih).
Zanimljivo, ovoj utrci prisustvovala je i sama velika Latinjina koja je zamolila organizatore da joj dozvole uručiti Phelpsu tu (zlatnu) medalju, kojom ju je Phelps "detronizirao", ali joj to protokol i ceremonijal nisu dozvolili. Svejedno, velika je športašica čestitala svom "nasljedniku". Nazvao ga je, i čestitao mu, i sam američki Predsjednik Barack Obama.  
2. kolovoza Phelps pobjeđuje velikog rivala Lochtea, i osvaja zlatnu medalju na 200 m mješovito, osvećujući mu se za poraz na dvostruko dužoj stazi. To je njegova 16. zlatna olimpijska medalja. Zanimljivo, na američkim plivačkim trialsima, mjesec dana ranije, uloge su bile obrnute: Lochte je pobijedio Phelpsa na 200 m mješovito, a Phelps Lochtea na 400 m mješovito... No, ovom pobjedom  – još jedan ulazak u plivačku povijest: Michael Phelps postaje prvi (muški) plivač koji pobjeđuje u istoj pojedinačnoj disciplini na trima Olimpijskim igrama zaredom. Osim toga postaje plivač s najviše (5) olimpiskih pobjeda u mješovitim utrkama, ispred Mađara Tamása Darnyia i Ukrajinke Jane Kločkove, koji imaju po 4 olimpijske pobjede u mješovitim utrkama.
3. kolovoza, u utrci na 100 m leptir, Michael Phelps osvaja svoju 17. zlatnu olimpijsku medalju, i ponovo ponavlja (jučerašnji) podvig: to je njegova treća uzastopna olimpijska pobjeda u istoj,pojedinačnoj, disciplini. Drugi je Južnoafrikanac Chad le Clos, koji je pobijedio Phelpsa na dvostruko dužoj dionici, četiri dana ranije.
To je Phelpsova posljednja individualna zlatna olimpijska medalja. Ali, ne i zadnja ukupno.
Posljednjeg dana plivačkih natjecanja na Olimpijskim igrama u Londonu, 4. kolovoza 2012., Michael Phelps osvaja svoju posljednju, 18. po redu, zlatnu olimpijsku medalju, i svoju 22. olimpijsku medalju ukupno, i to u tradicionalno posljednjoj disciplini svih većih plivačkih natjecanja, u štafeti 4 x 100 m mješovito. On pliva treću izmjenu, 100 m leptir, i američka štafeta bez većih problema pobjeđuje ispred Japanaca i Australaca. Propuštaju Olimpijski rekord (iz Pekinga, 2008.), za 1 stotinku sekunde.
| Datum       | Disciplina           | Rezultat        | Vrijeme |
| ----------- | -------------------- | --------------- | ------- |
| 28. srpnja  | 400 metara mješovito | 4. mjesto       | 4:09.28 |
| 29. srpnja  | 4 x 100 m slobodno   | Srebrna medalja | 3:10.38 |
| 31. srpnja  | 200 m delfin         | Srebrna medalja | 1:53.01 |
| 31. srpnja  | 4 x 200 m slobodno   | Zlatna medalja  | 6:59.70 |
| 2. kolovoza | 200 m mješovito      | Zlatna medalja  | 1:54.27 |
| 3. kolovoza | 100 m leptir         | Zlatna medalja  | 51.21   |
| 4. kolovoza | 4 x 100 m mješovito  | Zlatna medalja  | 3:29.35 |

## Povratak
Unatoč najavama o prestanku svoje fantastične sportske karijere, Michael Phelps je, nakon 20-mjesečne "mirovine" nakon Igara u Londonu najavio povratak u bazen, i pripreme za Olimpijske igre u Rio de Janeiru, 2016., u sklopu čega je trebao nastupiti i na Svjetskom plivačkom prvenstvu, koje je u kolovozu 2015. održano u ruskom gradu Kazanju, ali je bio suspendiran od strane Plivačkog saveza SAD, zbog vožnje u alkoholiziranom stanju (!) u rujnu 2014., pa iako je prije početka SP u Kazanju ta suspenzija istekla, američki plivački savez je ostao neumoljiv, i nije Phelpsu dozvolio nastup na SP, a zanimljivo je da je on, na plivačkom prvenstvu SAD koje je održano baš u vrijeme SP u Kazanju (?), isplivao 100 m leptir za 50.45 sec, 200 m leptir za 1:52.94, te 200 m mješovito za 1:54.75, bolje od svjetskih prvaka iz Kazanja, u tim disciplinama: Južnoafrikanca Chada le Closa (100 m leptir), Mađara Laszla Cheha (200 m leptir), odnosno sunarodnjaka Ryana Lochtea (200 m mješovito).

## Olimpijske igre u Rio de Janeiru 2016.
Zakoračivši u 31. godinu Michael Phelps se na američkim plivačkim kvalifikacijama za Olimpijske igre u Rio de Janeiru kvalificirao za svoje pete Olimpijske igre, u disciplinama 100 m delfin, 200 m delfin, te 200 m mješovito. Dobio je čast nositi američku zastavu na svečanom otvaranju Olimpijskih igara, na poznatom stadionu Maracana. 
Njegov prvi nastup na Igrama u Riju je 7. kolovoza, u sastavu američke štafete 4 x 100 m slobodno, i – odmah, svojoj ionako prebogatoj niski zlatnih medalja dodaje još jednu, 19-u. Štafeta SAD pobjeđuje s rezultatom 3:09.92, a Phelps pliva drugu izmjenu (47.12, ali s "letećim startom"). 
Sljedeći njegov nastup je 9. kolovoza u disciplini 200 m delfin, u disciplini u kojoj, na velikim natjecanjima, zlatnu medalju nije osvojio jedino na Igrama u Londonu, 2102. (osvojio je srebrnu medalju). U polufinalu biva poražen od mladog Mađara Tamás Kenderesia, ali u finalu, 9. kolovoza, Phelps dokazuje tko je istinski vladar ove discipline. Pobjeđuje, istina, tijesno (za 4 stotinke sekunde) ispred Japanca Masato Sakaia (Kenderesi osvaja broncu) i osvaja svoju treću zlatnu olimpijsku medalju u ovoj disciplini, od prethodnih četiriju Olimpijskih igara. Pobjeđuje s rezultatom 1:53.36, što je daleko od njegovog svjetskog rekorda sa SP iz Rima 2009. (1:51.51), ali dovoljno za drugu zlatnu medalju na Igrama u Riju.
Iste večeri osvaja i treću zlatnu medalju na ovim Igrama, kao član američke štafete 4 x 200 m slobodno, gdje pliva posljednju izmjenu. Američka štafeta pobjeđuje s vremenom 7:00.66. Ostaje svjetski rekord iz Rima 2009., 6:58.55.
11. kolovoza Michael Phelps još jednim dostignućem ulazi u povijest sporta i Olimpijskih igara. Naime, pobjeđuje u disciplini 200 m mješovito, rezultatom 1:54.66 i osvaja svoju četvrtu zlanu medalju na ovim Igrama (22. sveukupno). Ostaje njegov olimpijski rekord iz Pekinga 2008. (1:54.23) a i svjetski rekord njegovog rivala Ryan Lochtea (1:54.00, iz Šangaja 2011.), ali važnije od toga je da je, ovom olimpijskom pobjedom, pobijedio četvrti puta uzastopno u istoj, pojedinačnoj, disciplini na četirima Olimpijskim igrama, i time se je, kao treći, pridružio dvojici olimpijskih velikana koji su to jedini uspjeli prije njega: atletičarima Alu Oerteru, koji je 4 puta uzastopno pobijedio u bacanju diska, na Olimpijskim igrama 1956., 1960., 1964. i  1968.; te Carlu Lewisu, koji je 4 puta uzastopno pobijedio u skoku u dalj, na Olimpijskim igarama  1984., 1988., 1992. i 1996.
12. kolovoza nastupa u finalu discipline 100 delfin, u kojoj nikada nije poražen na velikim natjecanjima, u kojoj je svjetski rekorder (49.82, sa SP u Rimu 2009.), i jedini plivač koji je ovu dionicu isplivao delfinovim (leptirovim) stilom za manje od 50 sekundi.
Međutim, mladi singapurski plivač Joseph Schooling pobjeđuje Phelpsa, i osvaja zlatnu medalju s novim olimpijskim rekordom 50.39 (stari OR je Phelpsov: 50.58, iz Pekinga 2008.)
Međutim, ono što je kuriozitet ovog finala je to da srebrnu medalju nije osvojio jedino Phelps, nego su je osvojila još dvojica plivača: Južnoafrikanac Chad le Clos i Mađar László Cseh. Trojica plivača osvojili su srebrnu medalju, svi s istim rezultataom: 51.14. To nikada do tada u plivanju nije dogodilo, ni na Olimpijskim igrama, ni na Svjetskom prvenstvu.
Ovo je treća srebrna medalja u olimpijskoj karijeri Michaela Phelpsa.
13. kolovoza, posljednjeg dana plivačkih natjecanja na Igrama u Riju, Phelps nastupa kao treći plivač u sastavu američke štafete 4 x 100 m mješovito, u disciplini u kojoj, i inače, američki plivači teško da mogu izgubiti. Amerikanac Ryan Murphy, kao prva izmjena te štafete, postavlja novi svjetski rekord na 100 m leđno: 51.85, čime obara 7 godina stari svjetski rekord sunarodnjaka Aarona Peirsola (51.94, iz 2009.). Američka štafeta u sastavu: Ryan Murphy, Cody Miller, Michael Phelps i Nathan Adrian, pobjeđuje u vremenu novog olimpijskog rekorda: 3:27.95. 
Nastup na Olimpijskim igrama u Rio de Janeiru Michael Phelps zaključuje s pet zlatnih i jednom srebrnom medaljom.
Ovim uspjehom na Igrama u Riju, po četvrti puta, nakon Atene 2004., Pekinga 2008. i Londona 2012., Michael Phelps postaje najuspješniji plivač na jednim Olimpijskim igrama. Nesumnjivo – jedinstveni doseg. 
Završetkom plivačkih natjecanja na Igrama u Riju, Phelps je izjavio da je ovo kraj njegove plivačke karijere. 
Bez ikakve sumnje: najveća karijera u povijesti sporta.
| Datum        | Disciplina          | Rezultat        | Vrijeme |
| ------------ | ------------------- | --------------- | ------- |
| 7. kolovoza  | 4 x 100 m slobodno  | Zlatna medalja  | 3:09.92 |
| 9. kolovoza  | 200 m delfin        | Zlatna medalja  | 1:53.36 |
| 9. kolovoza  | 4 x 200 m slobodno  | Zlatna medalja  | 7:00.66 |
| 11. kolovoza | 200 m mješovito     | Zlatna medalja  | 1:54.66 |
| 12. kolovoza | 100 m delfin        | Srebrna medalja | 51.14   |
| 13. kolovoza | 4 x 100 m mješovito | Zlatna medalja  | 3:27.95 |

## Zaključak
Nesumnjivo je da je velikim podvigom na Igrama u Ateni, gdje je osvojio šest zlatnih i dvije brončane olimpijske medalje, te četiri godine kasnije nevjerojatnim podvigom na Igrama u Pekingu, s osvojenih osam zlatnih olimpijskih medalja, velikim uspjehom na Igrama u Londonu s četiri zlatne i dvije srebrne medalje, te na kraju isto tako velikim podvigom na Igrama u Rio de Janeiru, Michael Phelps postao najuspješniji olimpijski športaš u povijesti. 
S osam zlatnih medalja osvojenih na jednim Olimpijskim igrama postavio je najveće dostignuće koje je na nekim Olimpijskim igrama modernog doba postavio neki športaš.
S dvadeset i tri zlatne olimpijske medalje osvojene na Igrama 2004., 2008., 2012. i 2016. godine, izbio je sam na prvo mjesto na listi najuspješnijih olimpijaca u povijesti, ostavljajući daleko iza sebe takve izuzetne veličine kao što su Larisa Latinjina, Paavo Nurmi, Mark Spitz i Carl Lewis, koji su osvojili svaki po devet zlatnih olimpijskih medalja.
On je i olimpijac s najviše pojedinačno (samostalno) osvojenih zlatnih medalja: trinaest (13).
On je i olimpijac s najviše sveukupno uopće osvojenih olimpijskih medalja – dvadeset i osam (28).
Uz to, na Svjetskim prvenstvima u plivanju (od 2001. do 2011. godine) osvojio je 26 (dvadeset i šest) zlatnih, 6 (šest) srebrnih i jednu brončanu medalju. 
Zbog svih ovih uspjeha nesumnjivo je da je Michael Phelps najveći plivač svih vremena, najuspješniji olimpijac u povijesti i, uopće, može se mirne duše ustvrditi da je Michael Phelps sveukupno najveći sportaš svih vremena. 

## Karijera
- 2001. – SP, 1 zlatna medalja (200 m delfin)
- 2003. – SP, 3 zlatne medalje (200 m delfin, 200 m i 400 m mješovito), 2 srebrne medalje (100 m delfin i štafeta 4 × 200 m slobodno)
- 2004. – OI, 6 zlatnih medalja (100 m delfin, 200 m delfin, 200 m i 400 m mješovito; štafete 4 × 200 m slobodno i 4 × 100 m mješovito), 2 brončane medalje (200 m slobodno i štafeta 4 × 100 m slobodno)
- 2005. – SP, 5 zlatnih medalja (200 m slobodno, 200 m mješovito; štafete 4 × 100 m slobodno, 4 × 200 m slobodno i 4 × 100 m mješovito), 1 srebrna medalja (100 m delfin)
- 2007. – SP, 7 zlatnih medalja (200 m slobodno, 100 m delfin, 200 m delfin, 200 m mješovito, 400 m mješovito; štafete 4 x 100 m slobodno i 4 x 200 m slobodno)
- 2008. – OI, 8 zlatnih medalja (200 m slobodno, 100 m i 200 m delfin, 200 m i 400 m mješovito i štafete: 4 x 100 m slobodno, 4 x 200 m slobodno i 4 x 100 m mješovito)
- 2009. – SP, 5 zlatnih medalja (100 m delfin, 200 m delfin; štafete: 4 x 100 m slobodno, 4 x 200 m slobodno i 4 x 100 m mješovito), 1 srebrna medalja (200 m slobodno)
- 2012. – OI, 4 zlatne medalje (100 m leptir, 200 m mješovito, i štafete 4 x 200 m slobodno i 4 x 100 m mješovito), 2 srebrne medalje (200 m leptir i štafeta 4 x 100 m slobodno).
- 2016. – OI, 5 zlatnih medalja (200 m delfin, 200 m mješovito; štafete 4 x 100 m slobodno i 4 x 200 m slobodno, 4 x 100 m mješovito), 1 srebrna medalja (100 m delfin)

## Osobni rekordi
- 100 m slobodno: 47.51 (2008.)
- 200 m slobodno: 1:42.96 (2008., tada svjetski rekord)
- 400 m slobodno: 3:47.79 (2005.)
- 100 m delfin: 49.82 (2009., tada svjetski rekord)
- 200 m delfin: 1:51.51 (2009., tada svjetski rekord)
- 200 m mješovito: 1:54.16 (2011.)
- 400 m mješovito: 4:03.84 (2008., svjetski rekord)

## Vanjske poveznice
- Službene stranice Michaela Phelpsa  Arhivirana inačica izvorne stranice od 30. srpnja 2008. (Wayback Machine)